# كوينتين ميلاسو
كوينتين ميلاسو فيلسوف فرنسي ولد عام 1967. من المدرسة العليا للأساتذة، في عام 2023 كان محاضرًا في جامعة باريس 1 بانتيون السوربون  ، بعد أن كان أستاذًا مشاركًا في المدرسة العليا للأساتذة في شارع أولم. ساهم في تشكيل الواقعية التأملية (réalisme spéculatif) من خلال اقتراح ميتافيزيقا خاصة به، مبنية على فكرة الإمكان . كما كتب عن الشاعر ستيفان مالارميه .